# Unterseeboot type XXVI
Le U-Boot type XXVI était un projet de U-Boot océanique pendant la Seconde Guerre mondiale. Sa particularité principale était qu’il devait être doté d’une turbine Walter à peroxyde d'hydrogène en plus de moteurs Diesel et électriques classiques. Ce système de propulsion anaérobie aurait pu en faire le sous-marin le plus performant du monde jusqu’à l’arrivée de la propulsion nucléaire. La propulsion Walter permettait d'atteindre une grande vitesse en plongée, plus de vingt nœuds, supérieure même à la vitesse en surface et donc de se dérober très rapidement après une attaque, mais elle exigeait d'énormes espaces de stockage pour le HTP (High Test Peroxyde ou Eau Oxygénée ou encore Perhydrol), un composé chimique très réactif et susceptible de provoquer des explosions et des incendies.
La mise au point du moteur Walter tardant, mais la fabrication des coques (très novatrices au plan hydrodynamique) étant déjà lancée, les ingénieurs allemands eurent l'idée de stocker une grande quantité de batteries dans l'espace prévu pour les réservoirs de Perhydrol, donnant ainsi naissance au type XXI, un redoutable sous-marin d'attaque Diesel-électrique, qui ne fut mis en service (en très petit nombre) que dans les ultimes semaines de la guerre.

## Historique
Aucun ne sera construit totalement, la fin de la guerre interrompant les travaux en cours. Trois U-Boote type XVII B semi-expérimentaux (plus petits que le type XXVI), conçus comme démonstrateurs du concept à propulsion par peroxyde d'hydrogène, furent terminés avant la chute de l'Allemagne en 1945. Sabordés par les équipages allemands, ils furent renfloués et réparés par les Alliés. 
Le U-1407 fut transporté en Angleterre, rééquipé avec une turbine Walter neuve (les Britanniques avaient capturé le professeur Hellmuth Walter, qui supervisa l'opération) et rebaptisé HMS  Meteorite. Les essais mirent en lumière les dangers du Perhydrol et provoquèrent un supplément de stress chez les équipages, qui le considéraient "sûr à seulement 75 %". La vitesse en plongée était suffisamment intéressante pour que l'amirauté britannique persiste dans cette voie : deux sous marins à propulsion  Walter expérimentaux (donc avec un nom commençant par Ex), mais de taille océanique, assez voisins des types XXI et XXVI, furent lancés par les Britanniques en 1954 : les HMS Excalibur et Explorer. Ces deux sous-marins se révélèrent très délicats à mettre au point, connaissant des incendies et des explosions à répétition, même si la vitesse en plongée était phénoménale pour l'époque. Les équipages, soumis à rude épreuve, les avaient surnommés HMS Excruciator et HMS Exploder (traduction libre : Le Tortionnaire et L'Explosif). Régulièrement des bouffées de flammes apparaissaient inopinément dans le compartiment des turbines (dépourvu de personnel lors de la navigation) et le combustible, contenu dans des réservoirs souples à l'extérieur de la coque épaisse, explosa à plusieurs reprises.  
L'apparition de la propulsion nucléaire, adaptée à la plongée comme à la navigation de  surface, avec une autonomie quasi illimitée, mit fin à ces recherches.

## Sources